# Seleukos V.
Seleukos V. (altgriechisch Σέλευκος Φιλομήτωρ Séleukos Philomḗtōr) war König des Seleukidenreichs von 126 bis 125 v. Chr. Er war der ältere Sohn des Demetrios II. und der Kleopatra Thea.
Nachdem Demetrios II. auf Veranlassung seiner Gattin Kleopatra Thea ermordet worden war (126 v. Chr.), übernahm diese selbst die Regierung und ließ ihren ältesten noch lebenden Sohn Seleukos V. bald beseitigen. Als Motiv werden zwei unterschiedliche Gründe genannt: Laut der einen Version versuchte Seleukos, den Thron ohne ihre Erlaubnis für sich zu gewinnen, laut der anderen hatte sie Angst, dass er sich für die Tötung seines Vaters rächen könnte.
Von Seleukos V. sind keine Münzprägungen überliefert.